# زينيا تشوميتشيفا
زينيا تشوميتشيفا أو زينيا تشومي (Ксения Чумичёва، من مواليد 5 أغسطس 1987 في مانايتاغورسك، روسيا) هي عارضة أزياء روسية - سويسرية، ممثلة، مدوِّنة ورائدة أعمال.